# Angulus inferior scapulae

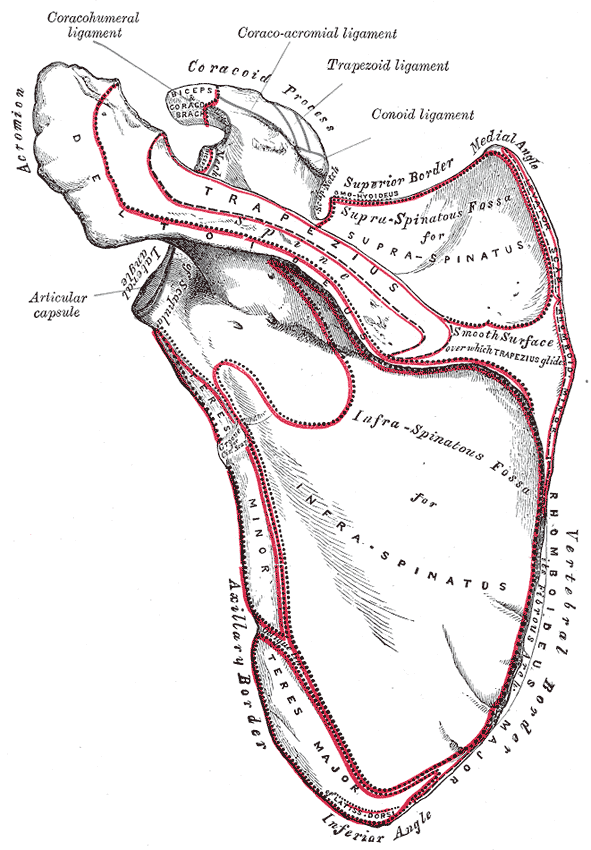
a lapocka dorsalis felszíne (legalul látható a kiszögellés)

Az angulus inferior scapulae a lapocka (scapula) része. A margo lateralis scapulae és a margo medialis scapulae találkozásánál található. Felszíne durva és vastag. A nagy görgetegizomnak (musculus teres major) és gyakran a széles hátizom (musculus latissimus dorsi) néhány rostjának biztosít tapadási helyet.